# Plundering van Aalst
De Plundering van Aalst was op 25 juli 1576 een inname van de stad Aalst in het Land van Aalst, door een groep muitende Spaanse soldaten. De stad werd vanaf die dag blootgesteld aan alle gruwelen van plundering, moord en vrouwenschennis. Hierna werd de stad als hoofdkwartier gebruikt door de muiters tot 2 november. Die dag trokken de muiters naar Antwerpen waar zij deelnamen aan de Spaanse furie daar op 4 november.

## Aanloop
In maart 1576 waren soldaten onder Cristóbal de Mondragón na het Beleg van Zierikzee (1575-1576) aan het muiten geslagen. Die hielden zich her en der in Vlaanderen op. In Brussel had de burgerij schoon genoeg van de muitende Spaanse soldaten in hun stad. De muiters leefden van het plunderden en misdroegen zich daarbij schandelijk. Er waren al afgevaardigden naar hen gestuurd om hun kwijtschelding van strafvervolging aan te bieden wegens het oproer dat zij veroorzaakt hadden, daarnaast zou er (gedeeltelijk) soldij worden uitbetaald. De muitende soldaten eisten echter volledige uitbetaling of een stad als onderpand. De burgerij nam daarop het heft in eigen hand, binnen mum van tijd hadden acht- tot negenduizend burgers zich verenigd tot de strijd. Ene Cornelis van Straeten en een waard uit herberg "De kroon van Hongarije" waren hierin leiders. Mansfeld probeerde tevergeefs de gemoederen te bedaren. Hij werd zelfs genoodzaakt zich bij de burgers aan te sluiten. De burgers besloten vervolgens om de Spaanse soldaten de stad uit te jagen. De La Torre, president van de geheime raad, en Antonius Quarre wilden een Waals garnizoen binnen de stad, maar dat werd door de burgers afgewezen. Een poging van Quarre om dan heimelijk de Walen binnen te laten mislukte.
Intussen probeerden de muitende soldaten Mechelen te verrassen, maar dat mislukte. Het leek er even op dat de muiters weer naar Brussel wilden trekken, maar keerden ineens om, en gingen in de richting van Aalst. Aalst was een grote, ommuurde, dichtbevolkte en welvarende stad. De burgers van Aalst hadden nog geprobeerd met de hulp van de boeren de muitende bende te stoppen. Zij hadden zich verschanst bij de brug over de Dender, waar zij zich tegen een aantal aanvallen staande wisten te houden. Echter door het verraad van een boer kreeg de aanval een wending. Hij had de muiters een boerderij aangewezen met een ingang op de weide naar Aalst. Zo lukte het de muiters toch om door te stoten naar Aalst.

## Geschiedenis

### Inname en plundering
De muiters waren verwilderd en moedwillig, toen zij op 25 juli Aalst naderden. Voor de poort van Aalst aangekomen eisten zij de stad op. Vanuit de stad werd geantwoord dat hun de toegang was verboden, op last van het Hof en de Raad van State. Men was wel bereid de soldaten van levensmiddelen en noodzakelijke behoeften te voorzien. De muitende soldaten waren niet tevreden met dat antwoord en trokken daarna rondom de stad op zoek naar een zwakke plek. Die plek vonden zij bij de rivier waar bijna geen water in stond. Via die rivier trokken zij rechtstreeks de stad in, zonder dat iemand tegenweer bood, (op een oude man na, genaamd Zeger Bololop, die daarbij het leven liet) naar de markt waar zij zich opstelden in slagorde.

### Vogelvrijverklaring
De stad werd vervolgens blootgesteld aan alle gruwelen van plundering, moord en vrouwenschennis. Eenmaal binnen stelden zij meteen voorname personen en overheidspersonen in hechtenis. Een koninklijke ambtenaar werd opgehangen. Hun huizen werden ingenomen door de muiters, die brandschatting van Aalst en het Land van Aalst eisten. Ze stroopten vervolgens de wijde omgeving af tot Brussel en Gent. In de eerste dagen werden honderdzeventig dorpen geplunderd. Toen in Brussel dit nieuws bekend werd gemaakt, raakte het volk in rep en roer. Ze stormden naar het Hof en scholden de Raad uit voor verraders. Men griste Mansfeld de sleutels van de stad uit de handen. De Raad van State verklaarde op 26 juli de muitende soldaten vogelvrij, ze werden beschouwd als wederspannige vijanden van het land. Ook liet de Raad soldaten werven tegen de muiters.

### Escalatie
De muiters waren zeer verbolgen over de vogelvrijverklaring. Zij riepen luidkeels dat ze aan elkaar verplicht waren het smaad dat hen was aangedaan, te wreken. De muiters kregen versterkingen in de vorm van andere groepen (onder anderen die van Zierikzee) die zich bij hen aansloten. Aalst werd een van hun hoofdkwartieren. Hun aantal zou in Aalst uiteindelijk aangroeien tot een groep van ongeveer tweeduizend man. Na de vogelvrijverklaring sloten ook aanzienlijke officieren, die zich tot nu toe buiten de muiterij hielden, zich bij de muiterij aan. Zij waren zeer verbolgen over het feit, dat een burgerlijk bestuur, het Spaanse leger vogelvrij had verklaard. Zij merkten daarnaast ook maar al te goed dat de haat van de Nederlanders niet alleen de afvalligen betrof, maar op iedere Spanjaard betrekking had. Hierdoor voelden zij zich niet langer veilig. Het was dan ook niet meer dan logisch, dan zich ook bij de opstandelingen aan te sluiten. De rebellie die woedde, verspreidde zich intussen door het hele leger van Vlaanderen. Willem van Oranje profiteerde van deze situatie. Hij zag nieuwe mogelijkheden om zich gemeenschappelijk te ontdoen van de Spanjaarden.

### Gevolgen
Intussen probeerde de Raad van State tevergeefs de verspreiding van muiters die intussen in verschillende versterkte steden hun kwartieren hadden, tegen te houden. Men had geprobeerd om kapitein Don Alonso de Vargas bij Leuven tegen te houden, maar het was hem gelukt door te stoten naar Aalst. In Aalst probeerde hij de muiters aldaar te overwegen zich bij hem aan te sluiten. Deze hadden echter verkozen om in Aalst te blijven. Don Alonso de Vargas trok vervolgens door naar Maastricht. Maastricht viel ten prooi aan verschrikkelijke plunderingen, moord en doodslag onder burgers tijdens de Spaanse Furie.
Men was nu gedwongen om Spaanse soldaten uit Holland terug te halen. De graaf van Megen was naar Woerden getrokken om deze stad te ontzetten, deze werd kort na het bloedbad van Oudewater door een groot leger dat bestond uit Walen, Duitsers en Spanjaarden belegerd. Een groot deel van dit leger werd hierna het zuiden verplaatst, om daar op te treden tegen de muiters. De Staten van Brabant en Vlaanderen voerden nu een soort oorlog tegen de muitende troepen.

## Nasleep
In Spanje werd 1 september 1575 het staatsbankroet uitgeroepen. Door de vele oorlogen die het Spaanse Rijk over de hele wereld voerde had de regering van koning Filips II enorme schulden opgelopen. Daardoor konden de troepen niet meer voldoende betaald worden. Sommige soldaten in de Nederlanden hadden al twee en een half jaar geen soldij ontvangen. Op 2 november vertrokken de ongeveer tweeduizend muiters uit Aalst naar Antwerpen om zich bij de andere muiters aan te sluiten. Tussen 8- en 9 uur 's morgens. Ze namen tonnen vol geld en goederen mee. Rond de honderdvijftig wagens beladen met goederen en alle wapens die er in de stad te vinden waren. De parochies waren gebrandschat tot wel duizend gulden. De muiters sloten zich aan bij de groepen muiters uit andere steden, zoals Lier, Maastricht en Breda en trokken daarna gezamenlijk naar Antwerpen. In Antwerpen zou dan op 4 november de Spaanse furie losbarsten.
De gewesten Brabant en Henegouwen hadden nadien de Raad van State gevangen laten zetten, en nodigden ook andere gewesten uit om te beraadslagen over de toestand. Men trad in overleg met de prins van Oranje. De muitende soldaten en het daaruit voortvloeiende bloedbad dat in Antwerpen werd aangericht zou uiteindelijk een aanzet vormen voor de Pacificatie van Gent. Tot 1582 zou het rustig blijven in Aalst. In dat jaar vindt de Inname van Aalst plaats door staatsen op 23 april onder leiding van Olivier van den Tympel.